# Thierry Vatrican
Thierry Vatrican, född 19 augusti 1975, är en monegaskisk fotbollsspelare som för närvarande spelar för Sun Casino.